# 旭九十九里温泉
旭九十九里温泉（あさひくじゅうくりおんせん）は、千葉県旭市（旧国下総国）にある温泉。
マイステイズ・ホテル・マネジメントが運営する「亀の井ホテル 九十九里」がある。海岸沿いは県立九十九里自然公園に指定されている。

## 泉質
泉質は以下の表にまとめる（2003年3月20日分析結果）。
| 温泉名         | 旭九十九里温泉 |
| 泉質           | ナトリウム - 塩化物強塩冷鉱泉 |
| 泉温           | 27.6℃ |
| 水素イオン指数 | 7.5 |
| 効能           | 神経痛、筋肉痛、関節痛、五十肩、運動麻痺、関節のこわばり、うちみ、くじき、慢性消化器病痔疾、冷え性、 病後回復期、疲労回復、健康増進、きりきず、やけど、慢性皮膚病、虚弱児童、慢性婦人病 |

※注 効能は万人にその効果を保証するものではない。

## 温泉街
関東地方の東側、九十九里浜に面しており、日本の白砂青松100選、日本の渚百選、房総の魅力500選にも選定された風光明媚な環境に位置する。
近隣には九十九里ビーチライン（千葉県道30号飯岡一宮線）に沿って矢指ヶ浦温泉、八福温泉（天然温泉 旭の湯）、飯岡温泉、飯岡ラジウム温泉など旭市内の温泉地が集中している。
矢指ヶ浦海水浴場をはじめとした海水浴場や別荘地、レジャー施設、マリンリゾートが多く並び、観光地・避暑地となっている。夏場は海水浴客で賑わう。
宿泊施設としてマイステイズ・ホテル・マネジメントが運営する「 亀の井ホテル 九十九里 」がある。

## 歴史
高度経済成長期、1970年（昭和45年）、日本交通公社の『全国温泉案内 1300 湯』に掲載されていた千葉県の温泉は15ヵ所、そのなかには「あさひ温泉」が含まれており、この頃から観光温泉としての温泉地であった。当時の泉温は27℃であり、2003年（平成15年）現在の分析結果とほぼ変わりはない。
1974年（昭和49年）10月には日本郵政株式会社が運営する保養施設「かんぽの宿 旭」が開設。その後、1992年（平成4年）4月13日に、宿泊施設として営業を開始し、温泉施設の一般利用が可能になった。

## 交通

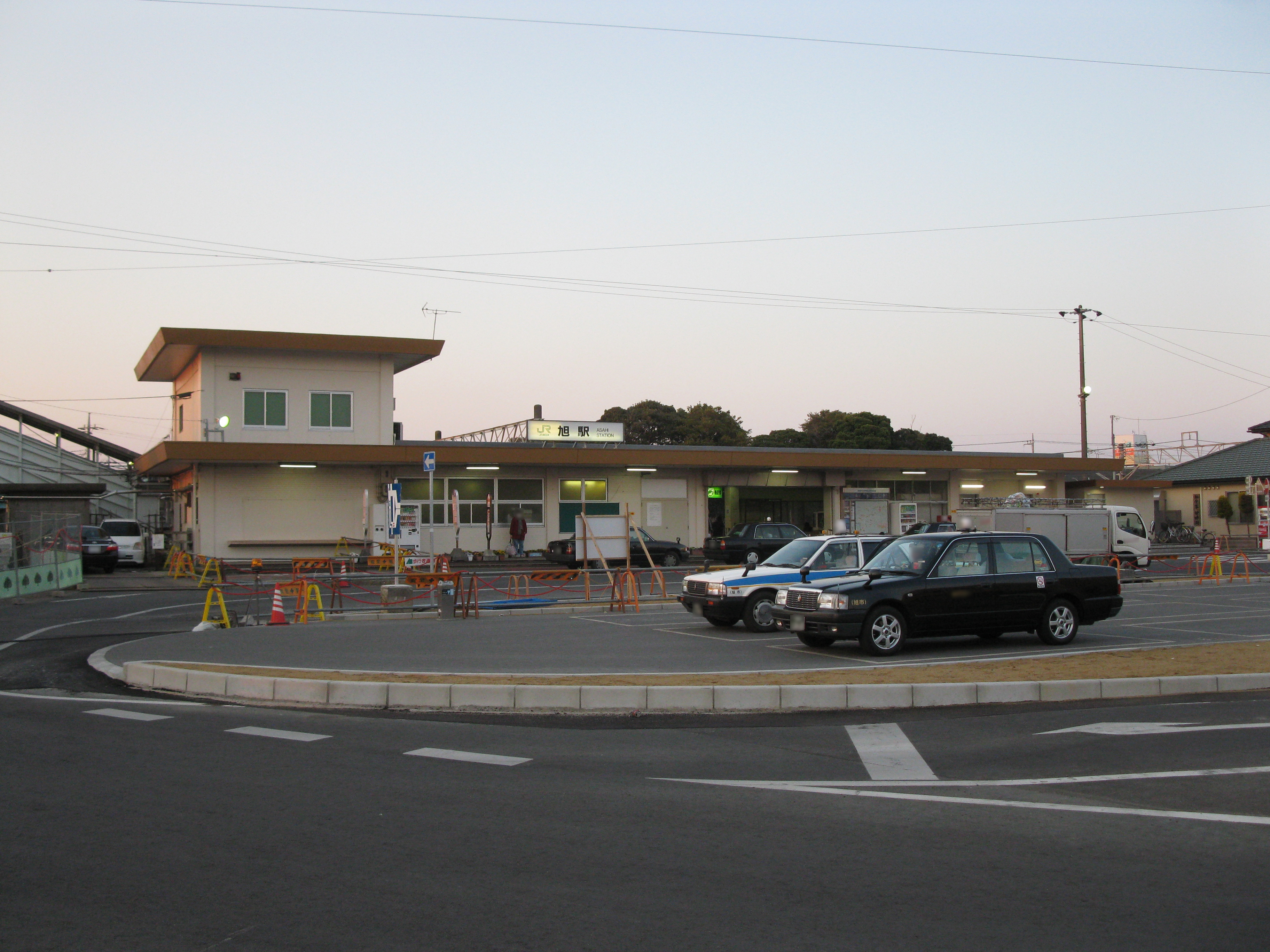
JR東日本「旭駅」

### 公共交通機関

#### 鉄道
- JR東日本「旭駅」
  - ■ 総武本線

#### 高速バス
- 犬吠号（旭ルート）： 東京駅 - 干潟・旭・旭中央病院東 - 海上・飯岡・銚子駅・犬吠埼 （千葉交通、京成バス）
- 銚子 - 千葉・幕張線： 免許センター・海浜幕張駅・千葉中央駅・千葉駅 - 干潟駅前・旭・海上・飯岡・陣屋町 （千葉交通） ※平日1往復

### 自動車
- 高速道路
  - 銚子連絡道路「松尾横芝インターチェンジ」
- 一般道路
  - 九十九里ビーチライン（千葉県道30号飯岡一宮線）
- 駐車場
  - 海水浴場周辺や施設に駐車場有

## 周辺情報

### 近隣の温泉地
- 旭市
  - 矢指ヶ浦温泉
  - 八福温泉
  - 飯岡温泉
    - 飯岡ラジウム温泉
- 銚子市
  - 犬吠埼温泉
    - 潮の湯温泉
    - 屏風ヶ浦温泉